# Декоратер (пројектни узорак)
Декоратер је објектно-оријентисани пројектни узорак. Сврха декоратера је динамичко додавање одговорности(функционалности) неком објекту. Проширивање одговорности(функционалности) наслеђивањем је непрактично због експоненцијалног пораста броја класа у хијерархији, па се узорак декоратер намеће као решење таквог проблема.

## Учесници

### Компонента
Представља интерфејс за објекте који се декоришу(допуњују).

### Субјекат
Класа објеката који се декоришу(допуњују).

### Декоратер
Садржи референцу на класу Компонента и наслеђује интерфејс класе Компонента.

### Конкретни декоратер
Имплементира методе из интерфејса тако што их декорише(допуњује).

## Примери

### C++
```
#include
 
<iostream>

class
 
Komponenta
{

public
:

    
virtual
 
void
 
operacija

 
=
 
0
;

};

class
 
Subjekat
 
:
 
public
 
Komponenta
{

public
:

    
void
 
operacija

 
{

        
std
::
cout
 
<<
 
"Prikaz obicnog subjekta."
 
<<
 
std
::
endl
;

    
}

};

class
 
Dopuna
 
:
 
public
 
Komponenta
{

public
:

    
Dopuna
(
Komponenta
 
*
komp
)
 
:
 
komponenta
(
komp
)
 
{}

    
virtual
 
void
 
operacija

 
=
 
0
;

protected
:

    
Komponenta
 
*
komponenta
;

};

class
 
KonkretnaDopuna
 
:
 
public
 
Dopuna
{

public
:

    
KonkretnaDopuna
(
Komponenta
 
*
komponenta
)
 
:
 
Dopuna
(
komponenta
)
 
{}

    
void
 
operacija

 
{

        
std
::
cout
 
<<
 
"Dodatak za obican subjekat. "
;

        
komponenta
->
operacija
;

    
}

};

int
 
main

 
{

    
Komponenta
 
*
k1
 
=
 
new
 
Subjekat
;

    
Komponenta
 
*
k2
 
=
 
new
 
Subjekat
;

    
std
::
cout
 
<<
 
"<----- stanje pre dopune ----->"
 
<<
 
std
::
endl
;

    
k1
->
operacija
;

    
k2
->
operacija
;

    
Dopuna
 
*
d1
 
=
 
new
 
KonkretnaDopuna
(
k1
);

    
std
::
cout
 
<<
 
"
\n
<----- stanje nakon dopune ----->"
 
<<
 
std
::
endl
;

    
d1
->
operacija
;

    
k2
->
operacija
;

return
 
0
;

}

```